# The Wheel in Space
The Wheel in Space (La roue dans l'espace) est le quarante-troisième épisode de la première série de la série télévisée britannique de science-fiction Doctor Who, diffusé pour la première fois en six parties hebdomadaires du 27 avril au 1er juin 1968. Dernier épisode de la 5e saison, il voit l'arrivée du personnage de Zoe Heriot joué par Wendy Padbury. Seule deux parties de cet épisode ont été conservées.

## Accroche
Le TARDIS étant mis hors d'état, le Docteur et Jamie se retrouvent sur un vaisseau fantôme qui dérive dans l'espace. Ils sont rapatriés sur une base spatiale, la Roue de l'Espace qui va bientôt être victime d'une infiltration par les Cybermen.

## Casting
- Patrick Troughton — Le Docteur
- Frazer Hines — Jamie McCrimmon
- Wendy Padbury — Zoe Heriot
- Deborah Watling — Victoria
- Michael Turner — Jarvis Bennett
- Anne Ridler — Dr Gemma Corwyn
- Eric Flynn — Leo Ryan
- Clare Jenkins — Tanya Lernov
- Kenneth Watson — Bill Duggan
- Kevork Malikyan — Kemel Rudkin
- Michael Goldie — Elton Laleham
- Derrick Gilbert — Armand Vallance
- Donald Sumpter — Enrico Casali
- Peter Laird — Chang
- James Mellor — Sean Flannigan
- Freddie Foote — Servo Robot
- Jerry Holmes, Gordon Stothard — Cybermen
- Peter Hawkins, Roy Skelton — Voix des Cybermen

## Résumé
Après avoir dit adieu à Victoria, le Docteur et Jamie repartent. Arrivant au milieu d'un vaisseau spatial, le transporteur argenté, ils comprennent que le TARDIS leur demande de faire demi-tour, mais avant d'avoir pu faire quoi que ce soit, un panne dans le fluide de mercure met le TARDIS hors d'état de voyager. Après avoir fait une visite dans le vaisseau, ils constatent que celui-ci est vide. Ils ont affaire à un Servo-Robot qui ayant pris le TARDIS pour une roquette, tente de le détruire. Avant que Jamie réussisse à le mettre hors service, celui-ci a affaibli le Docteur et a envoyé des messages dans l'espace. Le message parvient à la "Roue de L'espace" une station spatiale en forme de roue. Leur pilote en chef, Jarvis Bennett envisage de détruire le vaisseau fantôme, mais Jamie réussit à les prévenir en brouillant leurs signaux radios.
Le Docteur et Jamie sont alors invités dans la station et son équipage international. Pendant que le Docteur est gardé en observation par le Docteur Gemma Corwyn, Jamie est guidé par une jeune libraire para-psychologue, Zoe Heriot. Néanmoins, l'équipe les soupçonnent d'être de potentiels saboteurs, car des pertes d'oxygènes semblent avoir lieu. Lorsque Jarvis propose de détruire le vaisseau vide, sachant que le TARDIS est à l'intérieur, Jamie l'en empêche en saupoudrant les appareils avec une matière plastique. Pressé de s'expliquer auprès de l'équipage, il raconte que le Docteur lui en a donné l'ordre. Celui-ci subit d'ailleurs des tests qui apprenne qu'il souffre d'un trouble de la mémoire.
Pendant ce temps-là, d'étranges bulles en forme d'œufs s'accrochent au "transporteur argenté". À l'intérieur se trouvent des Cybermen qui s'emparent du bâtiment. De plus, le réparateur du laser, Bill Duggan aperçoit des Cybermat qu'il prend pour des animaux curieux, mais il se reprend en constatant qu'ils ont détruit le Bernalium nécessaire pour faire fonctionner le laser. De plus, un des techniciens, Kennel, se fait abattre par eux alors qu'il se trouve seul. Au même moment, on apprend que Zoe est une super-calculatrice qui ne se trompe jamais et que son cerveau est proche d'un ordinateur. Elle tente de demander s'il aurait appris l'origine du vaisseau qu'ils ont exploré, mais sa mémoire lui fait défaut. Ça n'est qu'en retrouvant la carcasse d'un Cybermat que le Docteur envisage que les Cybemen ne sont pas étrangers à ce phénomène.
Laleham et Vallance, deux explorateurs de la Roue de l'Espace rentrent le vaisseau abandonné. Tombant sur deux Cybermen, ceux-ci les hypnotisent et les obligent à ramener un coffre géant dans la station spatiale. Après avoir assassiné un des techniciens, un Cyberman infiltré prend le contrôle hypnotique de Bill. Pendant ce temps, le Docteur s'interroge sur le but des Cybermat et tente de sortir lorsqu'il apprend de Bennett qu'il va être enfermé. Zoé discute avec le Dr Corwynn : Bennett lui a demandé d'oublier une information vitale à propos d'un astéroïde qui pourrait percuter la station. Zoe se plaint de sa condition de femme-calculatrice et de son propre manque d'émotion face aux situations.
Arrivant dans la station de contrôle, Bill Duggan se met à attaquer les équipements et l'équipe est obligé de le tuer. Le Docteur pense qu'il a été soumis à l'influence des Cybermen afin d'empêcher la station d'alerter le monde extérieur. Après avoir enquêté sur le cercueil en Bernalium et avoir échappé au Cybermat, le Docteur confirme la présence de Cybermen à bord mais, Jarvis Bennett, qui, semble être plongé dans une profonde catatonie, refuse toujours ce fait. Du reste, les Cybermen continuent à tuer et à contrôler peu à peu les hommes de la base et semblent vouloir réparer le laser. Lorsque le Docteur s'en rend compte, il découvre que les Cybermen veulent s'emparer de la station dans une première étape pour contrôler la Terre. Il envoie Zoe et Jamie aller chercher une pièce vitale au TARDIS dans le vaisseau, mais alors que ceux-ci voyagent dans leur combinaison spatiale, ils sont pris par une pluie de météorite qui seront explosés par les rayons lasers de la station par Leo Ryan, le second de la station.
Ayant découvert une tentative de sabotage des réserves d'oxygène, Gemma Corwynn est tué par les Cybermen en tentant d'empêcher cela. L’apprenant, Leo ferme les conduits d'oxygènes et Jarvis Bennett tente de se venger dans une attaque suicide contre un Cyberman. Sur le vaisseau, Jamie et Zoe retrouvent le vecteur temporel et découvrent que les Cybermen projettent de s'en prendre au Docteur et retournent sur la station au plus vite. Alors que le Docteur retrouve du mercure, un vaisseau spatial Cyberman s'approche de la Roue de l'Espace. Deux Cybermen tentent d'arrêter le Docteur en priorité, mais celui-ci a dressé un piège à leur destination qui les électrocutent. Aidé de Jamie et Zoe, il utilise le vecteur temporel afin d'amplifier le rayon laser de la station et de détruire le vaisseau Cyberman, ainsi qu'une escouade de Cybermen s'approchant de la station.
La station est sauvée, Jamie et le Docteur retournent à l'intérieur du TARDIS pour effectuer les réparations. Découvrant que Zoe les a suivis, le Docteur décide de la mettre en garde des dangers qu'elle pourrait rencontrer et décide de lui raconter par écran interposé, les événements ayant eu lieu.

## Continuité
- L'épisode reprend exactement au même moment où l'épisode précédent s'arrêtait et au cours de l'épisode, Jamie se demande ce que Victoria devient et le Docteur lui répond qu'elle est à une époque où elle est en sécurité.
- Lorsque le Docteur Corwynn lui demande le véritable nom du Docteur, Jamie répond qu'il s'appelle "John Smith", un alias que le Docteur réutiliserait dans de nombreux épisodes (« La Loi des Judoons » notamment…)
- L'épisode se termine par un flash-back : afin de lui faire comprendre les dangers des voyages dans le TARDIS, le Docteur montre à Zoe via un téléviseur les événements ayant lieu lors de « The Evil of the Daleks », ce qui permit de finir la saison par une rediffusion. On peut d'ailleurs apercevoir sur l'écran, un bout de la partie 2 de l'épisode.

## Production

### Scénarisation
Il s'agit du quatrième épisode mettant en scène les Cybermen, même si à l'origine l'épisode devait porter sur une rencontre entre les Cybermen et les Daleks. Terry Nation, le créateur des Daleks, travaillant alors sur un spin-off mettant en scène les Daleks refusa cette idée. Il fut donc demandé à Kit Pedler d'écrire un épisode avec ses créatures, les Cybermen, nommé provisoirement "The Space Wheel" (la roue spatiale…). Scientifique de formation, Pedler n'était pas scénariste et avait toujours écrit ses scénarios avec Gerry Davis. Celui-ci ayant quitté la production de la série, la coécriture fut confiée en décembre 1967 à David Whitaker un scénariste récurrent de la série,.
Au cours de la rédaction de l'épisode, Deborah Watling informa le producteur Peter Bryant qu'elle quitterait bientôt la série et il fut demandé d'écrire un personnage qui serait son opposé : à la place de l'ingénue naïve, il fallait une femme surdouée et scientifique. Peter Ling, qui était en cours de rédaction de « The Mind Robber » (à l'origine prévu pour être le dernier épisode à être tourné à la fin de la saison 5) avait déjà écrit un personnage du nom de Zoé Heriot et le "script éditor" (sorte de responsable des scénarios) Derrick Sherwin décida de l'intégrer à l'équipage antérieurement.
Peu de temps avant le tournage, le nom des protagonistes est changé afin de donner un côté "international" à son équipage : Nell Corwyn devient Gemma Corwyn; Tanya Lerner's change de nom de famille pour devenir la Russe Lernov; Tom Stone devient le Capitaine Leo Ryan; Harry Carby se transforme en l'italien Enrico Casali; and Ken devient l'asiatique Chang.

### Casting
- Il fut demandé à Pauline Collins, qui avait joué le rôle de Samantha Briggs dans l'épisode « The Faceless Ones », de voir si elle voulait tenir le rôle de Zoe. Elle refusa. Des auditions eurent lieu en février 1968, auquel participa la propre petite amie de Frazer Hines, l'actrice Susan George. Le rôle échut finalement à Wendy Padbury une ancienne actrice-enfant, reconvertit dans le mannequinat.
- L'épisode fait se rejoindre deux acteurs ayant joué le même rôle : Michael Goldie, qui a joué le rôle de Craddock dans « The Dalek Invasion of Earth » et Kenneth Watson qui a joué le rôle de Craddock dans la version cinématographique de la même histoire: « Les Daleks envahissent la Terre ».
- Clare Jenkins a joué le rôle de Nanina dans « The Savages » et réapparaîtrait plus tard dans son rôle de Tanya Lernov dans l'épisode « The War Games ».
- Donald Sumpter tiendrait plus tard le rôle du Commandant Ridgeway dans « The Sea Devils » et celui d'Erasmus Darkening dans un épisode du spin-off de Docteur Who, The Sarah Jane Adventures, nommé « The Eternity Trap ». Il réapparaitra dans l'épisode Montée En Enfer de la nouvelle série dans le rôle du Président de Gallifrey, Rassilon.

### Tournage
Le réalisateur engagé pour cet épisode fut Tristan de Vere Cole, qui avait été assistant réalisateur sur « The Gunfighters » et dont ce restera la seule réalisation pour Doctor Who, pour cause de dispute avec le producteur Peter Bryant qui n'aurait pas aimé ses modifications sur l'épisode.
Les premières prises de vues ont lieu dans les studios d'Ealing, du 5 au 22 mars 1968 et consistent en des plans du Servo-robot et les séquences de sorties en apesanteur.
Ayant obtenu la permission de tourner le vendredi ans le Studio 1 du centre télévisuel de la BBC, les épisodes furent répétés toute la semaine avant d'être enregistrés d'un seul tenant dans la journée du vendredi, sauf pour la première partie qui fut filmé le 5 avril dans l'étroit studio D de Lime Grove. C'est dans cet épisode que figure une dernière fois Deborah Watling dans son rôle de Victoria Waterfield, par une introduction reprenant la fin de « Fury from the Deep » et bien que n'ayant pas joué une seule nouvelle scène, l'actrice y est crédité dans le générique final.
Le 12 avril vit le tournage de la partie 2 dans laquelle Wendy Padbury joua dans la série pour la première fois. Patrick Troughton y était d'ailleurs absent pour cause de vacances. C'est ainsi que son personnage passe la majorité de son temps à l'infirmerie, les scènes où le Docteur est allongé étant joué par une doublure. Lors de la partie 3 la machine qui servait à faire la voix des Cyberman cassa et leurs parties durent être retournés ultérieurement et l'épisode fut filmé sur 35 mm.
À noter que les costumes de spationautes portés par Frazer Hines et Wendy Padbury sont les mêmes que ceux portés dans The Tenth Planet et seront modifiés afin de pouvoir servir dix ans plus tard sur le tournage de La Guerre des étoiles.

## Diffusion et Réception
| Épisode | Date de diffusion | Durée | Téléspectateurs en millions | Archives                                |
| --- | ----------------- | ----- | --------------------------- | --------------------------------------- |
| Épisode 1 | 27 avril 1968     | 23:47 | 7,2                         | Bande audio et quelques extraits vidéos |
| Épisode 2 | 4 mai 1968        | 22:50 | 6,9                         | Bande audio et quelques extraits vidéos |
| Épisode 3 | 11 mai 1968       | 24:25 | 7,5                         | Films 16 mm                             |
| Épisode 4 | 18 mai 1968       | 24:14 | 8,6                         | Bande audio et quelques extraits vidéos |
| Épisode 5 | 25 mai 1968       | 21:55 | 6,8                         | Bande audio et quelques extraits vidéos |
| Épisode 6 | 1er juin 1968     | 23:10 | 6,5                         | Films 35 mm                             |
| Diffusé en six parties du 27 avril au 1er juin 1968, l'épisode fit entre 8,2 et 6,5 millions de téléspectateurs. |                   |       |                             |                                         |

"The Wheel in Space" fut bien accueilli par les téléspectateurs de l'époque, même si des voix commençaient à s'élever sur la répétitivité du programme.

### Critiques
L'épisode est assez peu apprécié par le "Doctor Who : Continuity Guide" qui le considère comme n'étant absolument pas crédible scientifiquement parlant et plaçant les Cybermen dans un rôle totalement interchangeable (cela aurait pu être n'importe quel autre monstre de la série). Martin Day dans le fanzine "Cloister Bell0 10/11" de mars 1985 considérait que l'épisode aurait très bien pu faire 4 parties et le "Doctor Who, the Television Companion" considère que l'épisode ne devient vraiment effrayant que lorsque les Cybermen se mettent à tuer des membres de l'équipage comme la mort de Gemma, pleine de tensions. Le plan des Cybermen perd le téléspectateur : pourquoi détruire le Bernalium avec les Cybermats, si c'est pour hypnotiser un technicien afin qu'il répare un laser fonctionnant au Bernalium ? Pourquoi remettre sur pied un vaisseau vide alors qu'ils ont eux-mêmes un vaisseau prêt à attaquer la base ? Pourquoi empoisonner l'air du vaisseau alors qu'ils ont des humains qui travaillent pour eux ? Du reste, l'atmosphère de l'épisode est appréciée, ainsi que l'arrivée de Zoe dans la série.
En 2009, Patrick Mulkern de "Radio Times" complimente les scénaristes pour l'arrivée de Zoe dans la série, sa dynamique avec Jamie ainsi que le personnage secondaire de Gemma. Mais comme tous les autres, il considère que l'épisode "a une intrigue tortueuse" bien trop compliquée et qui se finit platement.
À noter que pour la présentation de l'épisode sur le site de la BBC, on peut voir Zoe entre deux Cybermen dans la bibliothèque. Une telle scène n'a jamais existé et ne fut photographiée que dans un but publicitaire.

### Épisodes manquants
Dans les années 1970 à des fins d'économie, la BBC détruisit de nombreux épisodes de Doctor Who. Seule la dernière partie de The Wheel in Space fut conservée dans les archives de la BBC sous la forme d'une bande 35 mm. La bande audio, et des captures d'écrans (les "télésnaps" inventions de la BBC) purent permettre de reconstruire cet épisode, notamment sous forme de roman photo.
En 1983,un collectionneur privé retrouvera une copie 35 mm de la partie 3 et la rendra à la BBC.

## Novélisation
L'épisode fut novélisé sous le titre de "The Wheel in Space" par Terrance Dicks, en mars 1988 sous le numéro 130 de la collection Doctor Who des éditions Target Book. Il s'en écoula 23 000 copies, le stock restant ayant été détruit par le feu, ce qui fait de cette novélisation un collector. Aucune traduction n'en a été faite.

## Édition VHS, CD et DVD
L'épisode n'a jamais été édité en français, mais a connu plusieurs éditions au Royaume-Uni, en Australie et aux États-Unis.
- Les parties 3 et 6 sont sorties en juillet 1992 en VHS dans le coffret "Cybermen : The Early Years."
- Ces extraits sont aussi disponibles dans le coffre DVD "Doctor Who, Lost in Time" sorti en novembre 2004 et réunissant tous les passages d'épisodes perdus.
- La bande son de l'épisode retrouvée par les fans a été éditée sur CD en mai 2004 avec la voix off de Wendy Padbury servant d'introduction et de lien entre les différents passages.